# چاکارا (میناس گرایس)
چاکارا (به پرتغالی: Chácara) یک منطقهٔ مسکونی در برزیل است که در میناز ژرایس واقع شده‌است. چاکارا ۳٬۱۸۶ نفر جمعیت دارد.